# Poolbillard 2015
Die Poolbillard-Saison 2015 ist eine Serie von Poolbillard-Turnieren, die von der World Pool-Billiard Association veranstaltet werden.

## Ergebnisse
| Datum                           | Turnier                                   | Austragungsort | Disziplin   | Sieger                  | Finalist               | Ergebnis |
| 5. Januar bis 8. Januar         | World Chinese 8-Ball Masters 2015         | Qinhuangdao    | 8-Ball      | Yang Fan                | Zheng Yubo             | 13:9     |
| 8. Januar bis 11. Januar        | Turning Stone Casino Classic XXIII        | Verona, NY     | 9-Ball      | Jayson Shaw             | John Morra             | 13:11    |
| 23. Januar bis 31. Januar       | Derby City Classic 2015                   | Elizabeth, IN  | 9-Ball      | Warren Kiamco           | Alex Pagulayan         |          |
| 24. Januar bis 2. Februar       | Chinese 8-Ball World Championship 2015    | Shangrao       | 8-Ball      | Darren Appleton         | Mark Selby             | 21:19    |
| 15. Februar bis 21. Februar     | 10-Ball-Weltmeisterschaft 2015            | General Santos | 10-Ball     | Ko Pin-yi               | Carlo Biado            | 11:9     |
| 26. Februar bis 28. Februar     | ET 135 – Italian Open 2015                | Treviso        | 9-Ball      | Niels Feijen            | Nick Malai             | 9:2      |
| 12. April bis 22. April         | Europameisterschaft 2015                  | Vale do Lobo   | 14/1 endlos | Nick van den Berg       | Niels Feijen           | 125:94   |
| 12. April bis 22. April         | Europameisterschaft 2015                  | Vale do Lobo   | 10-Ball     | Alexander Kazakis       | Francisco Díaz-Pizarro | 8:5      |
| 12. April bis 22. April         | Europameisterschaft 2015                  | Vale do Lobo   | 8-Ball      | Niels Feijen            | Karol Skowerski        | 8:6      |
| 12. April bis 22. April         | Europameisterschaft 2015                  | Vale do Lobo   | 9-Ball      | Francisco Díaz-Pizarro  | Karol Skowerski        | 9:5      |
| 23. April bis 25. April         | ET 136 – Portugal Open 2015               | Vale do Lobo   | 9-Ball      | Mateusz Śniegocki       | Marcus Chamat          | 9:3      |
| 4. Juni bis 6. Juni             | ET 137 – German Open 2015                 | Baunatal       | 9-Ball      | Petri Makkonen          | Konrad Juszczyszyn     | 9:3      |
| 28. Juni bis 5. Juli            | China Open 2015                           | Shanghai       | 9-Ball      | Albin Ouschan           | John Morra             | 11:8     |
| 6. Juli bis 12. Juli            | World 14.1 Tournament 2015                | Astoria, NY    | 14/1 endlos | Thorsten Hohmann        | Darren Appleton        | 300:244  |
| 30. Juli bis 1. August          | ET 138 – Austrian Open 2015               | St. Johann     | 9-Ball      | Niels Feijen            | Joshua Filler          | 9:7      |
| 14. August bis 16. August       | World Pool Masters 2015                   | Manchester     | 9-Ball      | Shane van Boening       | Darren Appleton        | 8:2      |
| 20. August bis 23. August       | Turning Stone Casino Classic XXIV         | Verona, NY     | 9-Ball      | Jayson Shaw             | Mike Dechaine          | 13:10    |
| 7. September bis 18. September  | 9-Ball-Weltmeisterschaft 2015             | Doha           | 9-Ball      | Ko Pin-yi               | Shane van Boening      | 13:11    |
| 22. September bis 27. September | World Cup of Pool 2015                    | London         | 9-Ball      | Ko Pin-yi Chang Yu-Lung | Mark Gray Daryl Peach  | 10:8     |
| 29. September                   | International Challenge of Champions 2015 | Immokalee, FL  | 9-Ball      | Shane van Boening       | Niels Feijen           | –        |
| 1. Oktober bis 4. Oktober       | ET 139 – Dutch Open 2015                  | Leende         | 9-Ball      | Albin Ouschan           | Imran Majid            | 9:2      |
| 24. Oktober bis 30. Oktober     | US Open 9-Ball 2015                       | Chesapeake, VA | 9-Ball      | Cheng Yu-hsuan          | Karl Boyes             | 13:6     |
| 9. November bis 15. November    | Japan Open 2015                           | Amagasaki      | 10-Ball     | Johann Chua             | Ronato Alcano          | 11:7     |
| 26. November bis 28. November   | ET 140 – Treviso Open 2015                | Treviso        | 9-Ball      | Mark Gray               | Alexander Kazakis      | 9:3      |
| 7. Dezember bis 10. Dezember    | Mosconi Cup 2015                          | Las Vegas      | 9-Ball      | Europa                  | USA                    | 11:7     |

## Weltrangliste
Im Folgenden sind die 32 Bestplatzierten der Poolbillard-Weltrangliste angegeben.
| Platz | China Open          | 9-Ball-Weltmeisterschaft |
| ----- | ------------------- | ------------------------ |
| 1     | Albin Ouschan       | Ko Pin-yi                |
| 2     | Darren Appleton     | Darren Appleton          |
| 3     | Ko Pin-yi           | Dennis Orcollo           |
| 4     | Carlo Biado         | Warren Kiamco            |
| 5     | Warren Kiamco       | Albin Ouschan            |
| 6     | Niels Feijen        | John Morra               |
| 7     | Dennis Orcollo      | Liu Haitao               |
| 8     | Nikos Ekonomopoulos | Ko Ping-chung            |
| 9     | Li Hewen            | Shane van Boening        |
| 10    | Liu Haitao          | Carlo Biado              |
| 11    | Chang Yu-Lung       | Nikos Ekonomopoulos      |
| 12    | Johann Chua         | Wang Can                 |
| 13    | Nick van den Berg   | Mika Immonen             |
| 14    | Shane van Boening   | Li Hewen                 |
| 15    | John Morra          | David Alcaide            |
| 16    | Radosław Babica     | Wu Jiaqing               |
| 17    | Wang Can            | Chu Bingjie              |
| 18    | Jason Klatt         | Chang Yu-Lung            |
| 19    | Ko Ping-chung       | Lee Van Corteza          |
| 20    | Lee Van Corteza     | Johann Chua              |
| 21    | Raymund Faraon      | Radosław Babica          |
| 22    | Chu Bingjie         | Jason Klatt              |
| 23    | Karl Boyes          | Karl Boyes               |
| 24    | Waleed Majid        | Nick van den Berg        |
| 25    | Mika Immonen        | Chang Jung-Lin           |
| 26    | Chang Jung-Lin      | Aloysius Yapp            |
| 27    | Dang Jinhu          | Denis Grabe              |
| 28    | Fu Che-wei          | Alexander Kazakis        |
| 29    | Thorsten Hohmann    | Cheng Yu-hsuan           |
| 30    | Wu Jiaqing          | Raymund Faraon           |
| 31    | Cheng Yu-hsuan      | Thorsten Hohmann         |
| 32    | Daryl Peach         | Ralf Souquet             |